# Калюжа

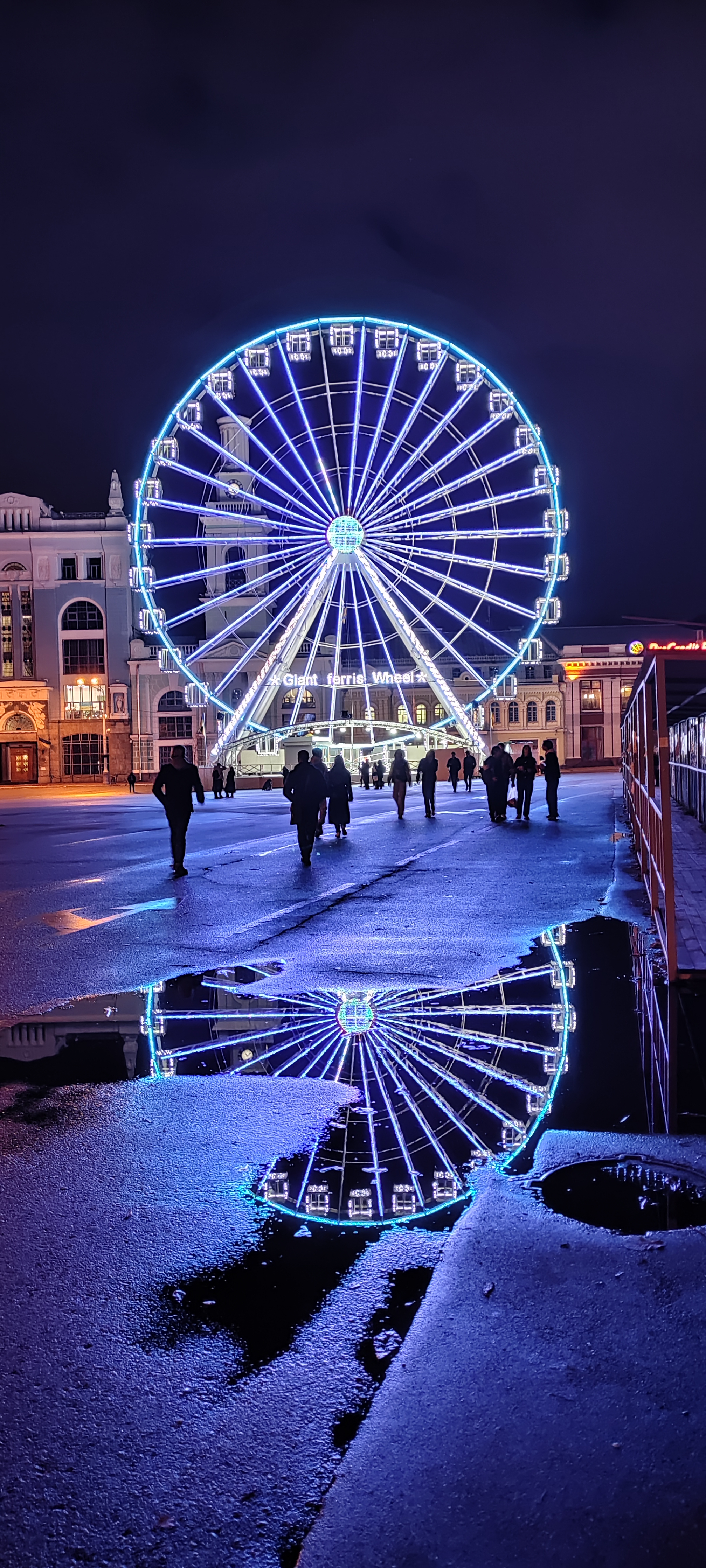
Оглядове колесо на Подолі, що відбивається в калюжі на асфальті після дощу

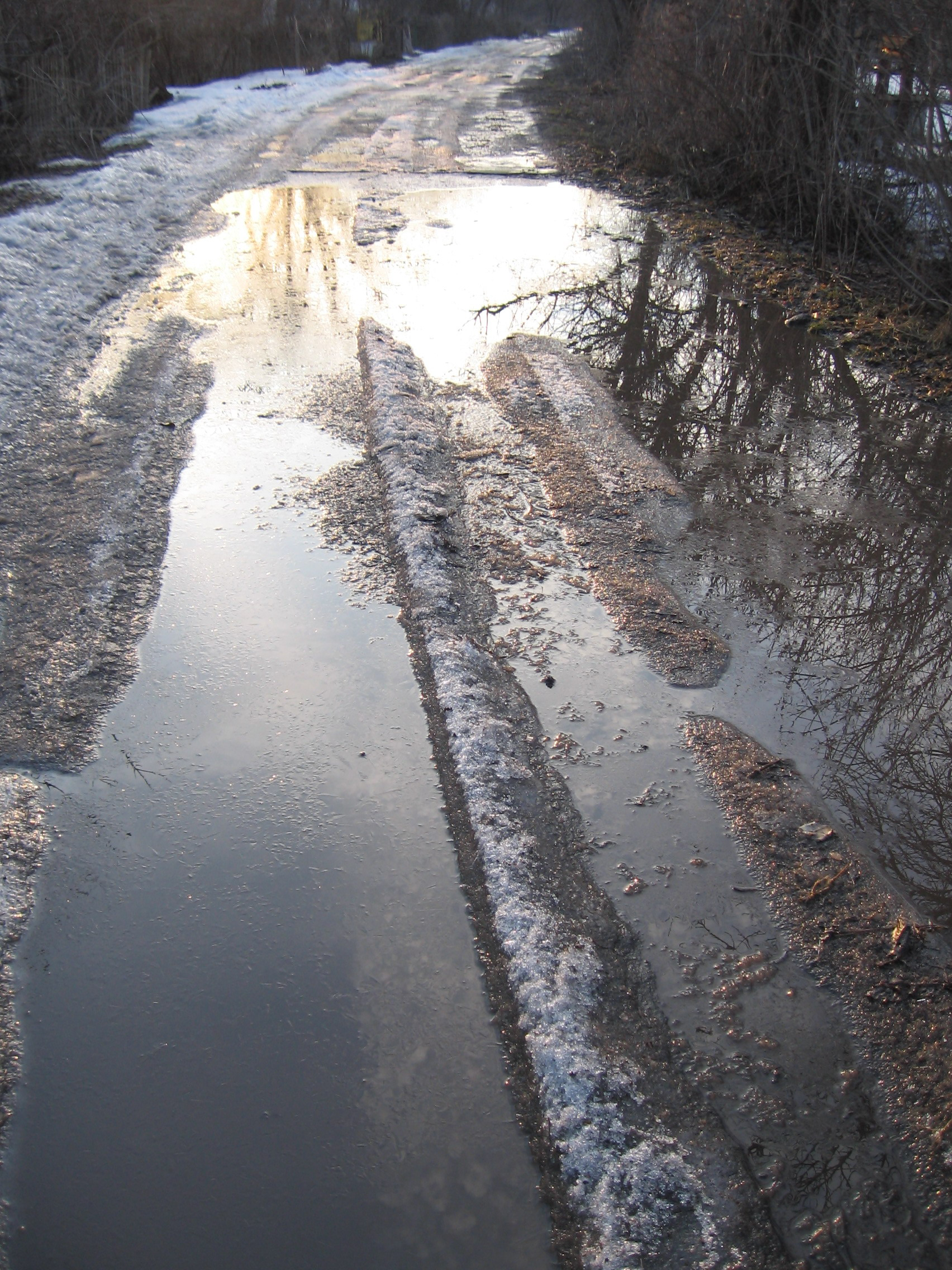
Калюжа на весняній дорозі

Калю́жа — скупчення рідини, в більшості випадків води, в заглибленнях на поверхні землі або в нерівностях якогось покриття (тротуар, проїжджа частина дороги тощо).

## Загальний опис
Калюжі утворюються, наприклад, після дощу або в результаті танення снігу і можуть існувати кілька годин або днів, до тих пір, поки рідина не просочиться під землю або не випарується. Але бувають і калюжі, які існують постійно, так як утворюються в западинах, де немає природного стоку. Поперечні розміри і глибина калюжі можуть бути різні (довжина — від декількох сантиметрів до десятків метрів) в залежності від погоди і рельєфу місцевості.
Калюжі на дорогах створюють перешкоди для пересування пішоходів і транспорту, тому дорожні служби по можливості намагаються усувати нерівності на дорогах і накладають латки на нерівні ділянки або асфальтують їх. У зелених насадженнях, таких як газони і парки, западини й піднесення теж намагаються вирівнювати.

## Воднийбіотоп
Калюжа також є найменшою формою тихих водойм, а з точки зору екології водні калюжі являють собою маленькі водні біотопи. За допомогою мікроскопа в калюжах можна виявити також мікроскопічні форми життя, які одним з перших виявив Антоні ван Левенгук в 1668 році.
Для багатьох живих організмів, таких як наприклад комахи і ракоподібні, калюжі привабливі прохолодою, підвищеною вологістю і власне наявністю води, в той час, як на височинах зазвичай більше сонячного світла і трохи тепліше. У більш глибоких лісових калюжах розвиваються земноводні: жаби і тритони, які також можуть зупинятися біля калюж під час свого пересування для відпочинку в прохолоді.
Калюжі важливі і для птахів: як джерело води для пиття і водойма для купання. Ластівки використовують вологу глину з калюж для виття своїх гнізд. Однією з причин зменшення  популяції  сільської ластівки в деяких країнах  Європи є зникненням калюж з ландшафту сіл, яке відбулося в результаті оновлення та перебудови багатьох доріг в рамках сприяння сільському господарству.
Калюжі мають значення для ссавців і  риб. Лосі і кабани використовують калюжі для того, щоб напитися, коли поблизу немає великих водойм. При пересиханні деяких гірських струмків в заглибинах залишається вода, тобто утворюються калюжі, в яких протягом літа кожен рік живуть риби.

## В мистецтві
Дощові калюжі — привабливий об'єкт для художників-пейзажистів, які надихнули на створення численних ліричних творів.